# Hệ chồi

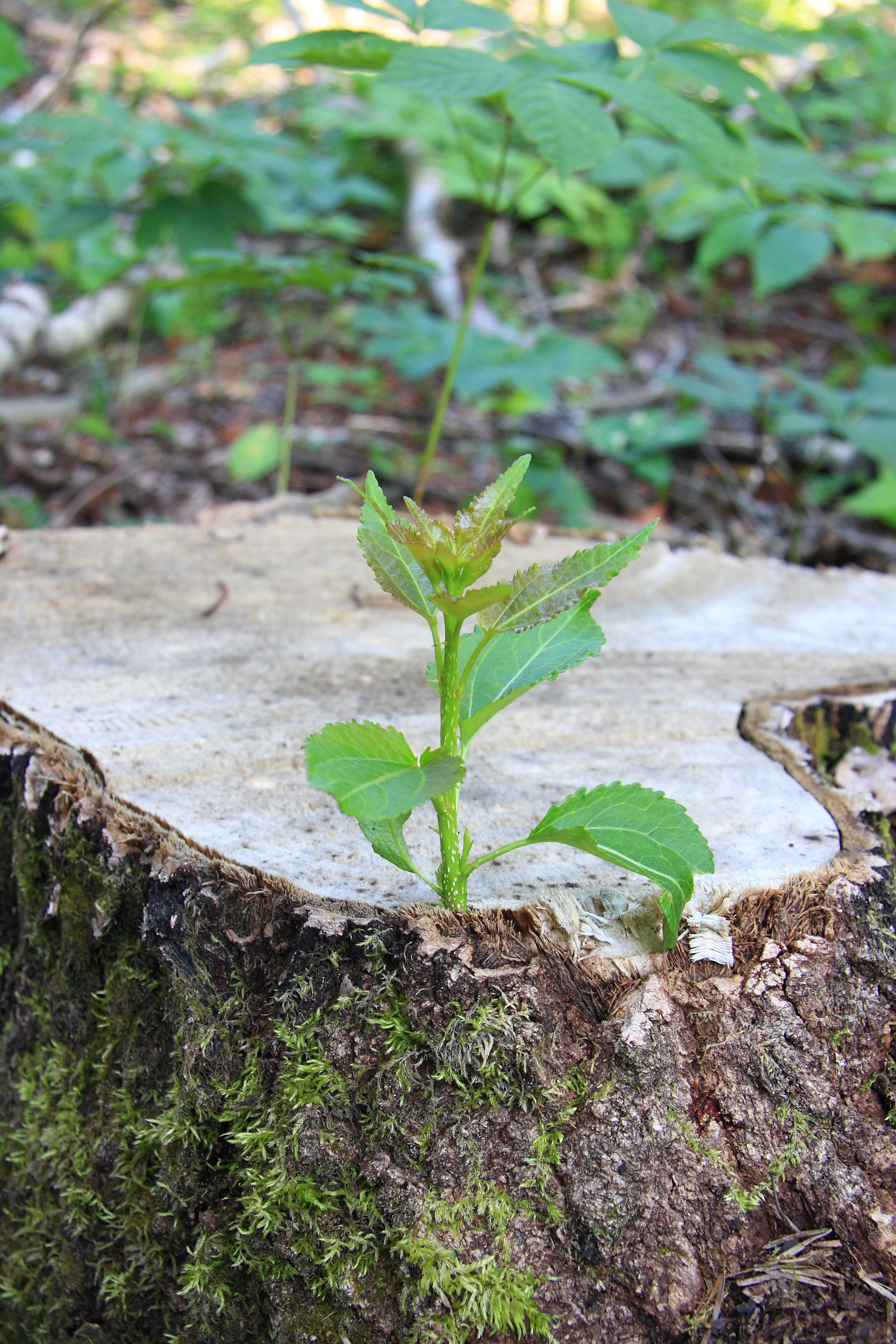
Hệ chồi mới mọc lên ở thân cây Dương (Populus sp.) bị cắt ngang. Ảnh chụp tại Quebec, Canada, 2011

Trong thực vật học, hệ chồi (tiếng Anhː shoot) là một trong hai hệ cơ quan của cơ thể thực vật (hệ cơ quan còn lại là hệ rễ). Hệ chồi bao gồm toàn bộ thân cây cùng với các phần phụ của nó như lá, cành, chồi nách, chồi bên và chồi hoa. Sự phát triển từ hạt nảy mầm hướng lên trên tạo ra hệ chồi. Vào mùa xuân, chồi cây lâu năm là chồi mới mọc ra từ mặt đất ở cây thân thảo, còn ở cây thân gỗ mọc chồi thân hoặc chồi hoa mới.
Trong cách hiểu phổ biến, hệ chồi thường đồng nghĩa với thân cây. Thân cây là thành phần không thể thiếu của hệ chồi, tạo trục cho chồi, cành, lá, hoa, quả.
Hệ chồi còn non thường bị động vật ăn vì các sợi trong chồi mới vẫn chưa phát triển thành tế bào thứ cấp, khiến chồi non mềm hơn, dễ nhai và tiêu hóa hơn. Khi hệ chồi phát triển và già đi, các tế bào lúc này là tế bào thứ cấp có cấu trúc cứng và bền. Một số loại cây (ví dụ như chi Pteridium) sản sinh ra độc tố khiến chồi của chúng không ăn được hoặc kém ngon.

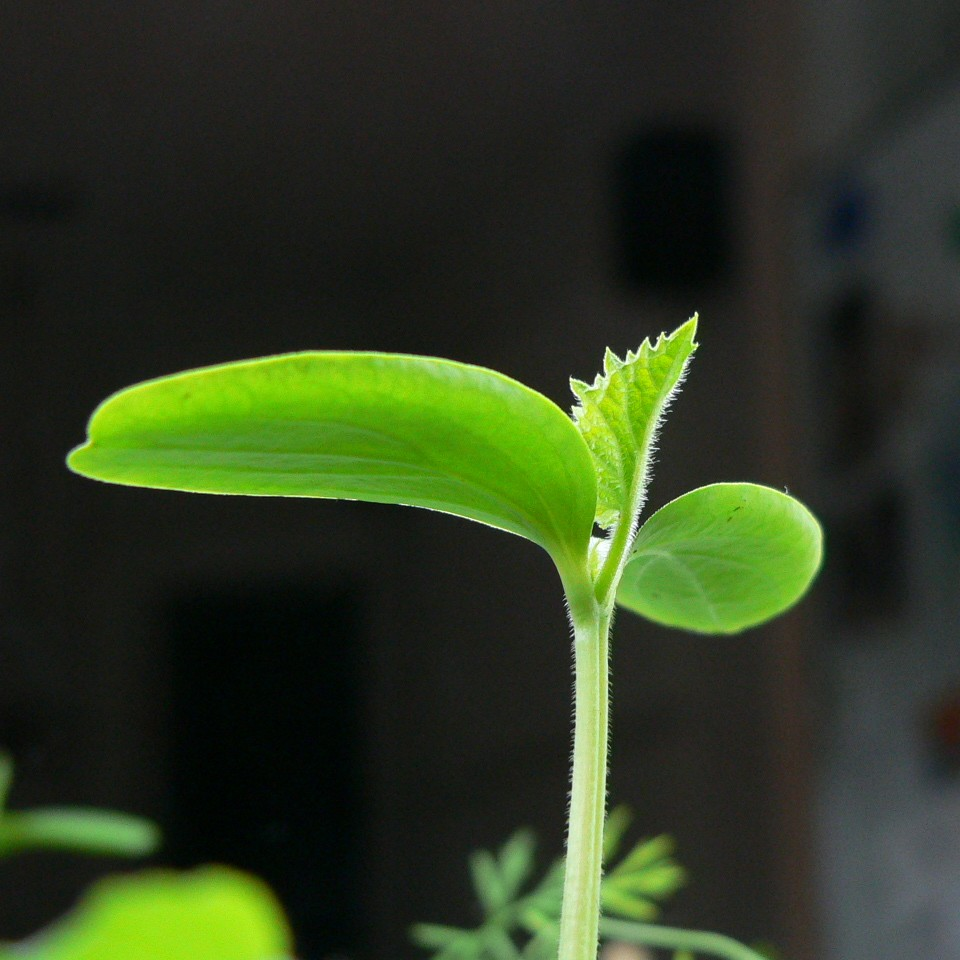
Chồi của một cây Dưa chuột
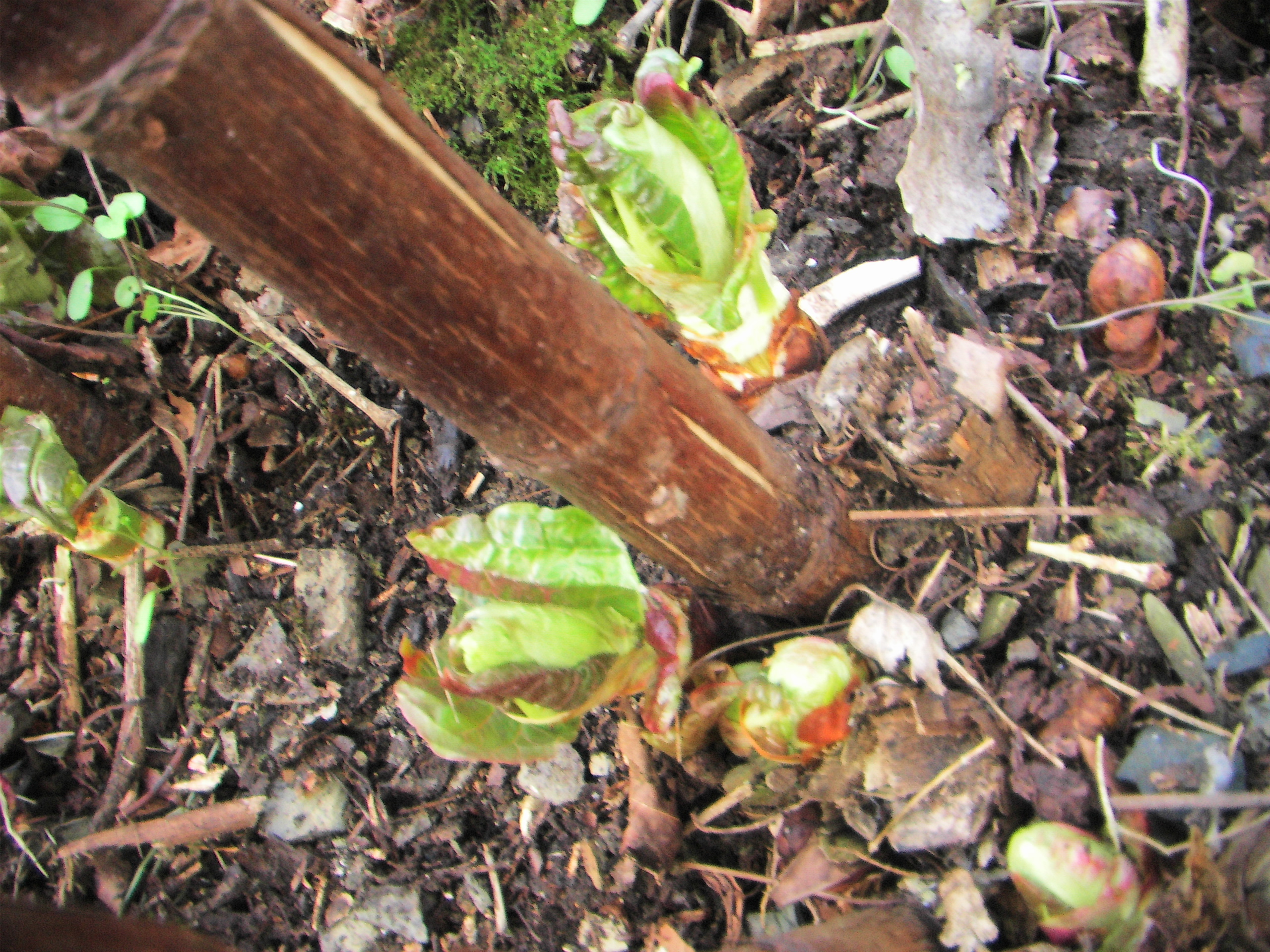
Chồi ăn được của loài Fallopia sachalinensis
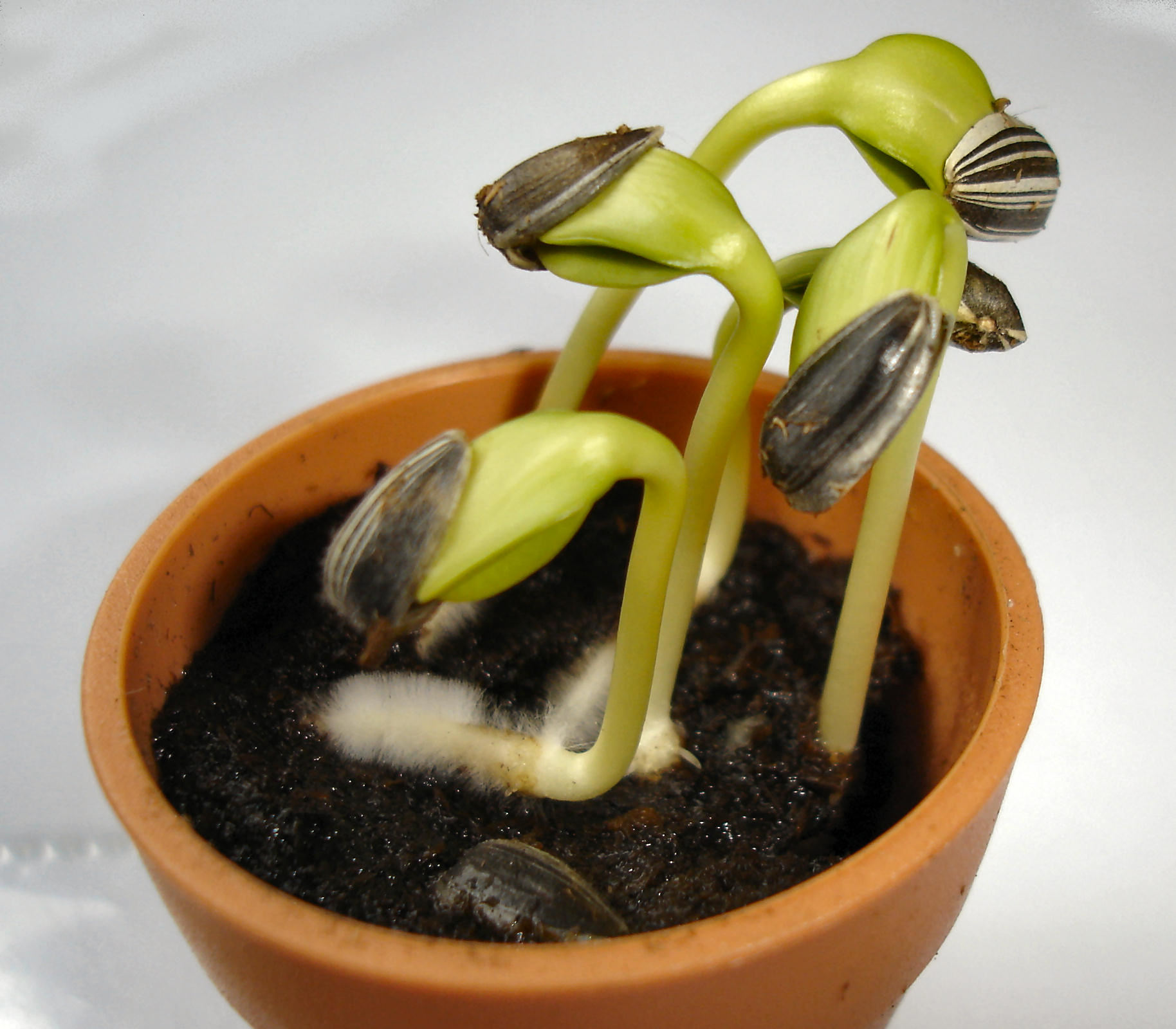
Cây con của Hướng dương đang nảy mầm
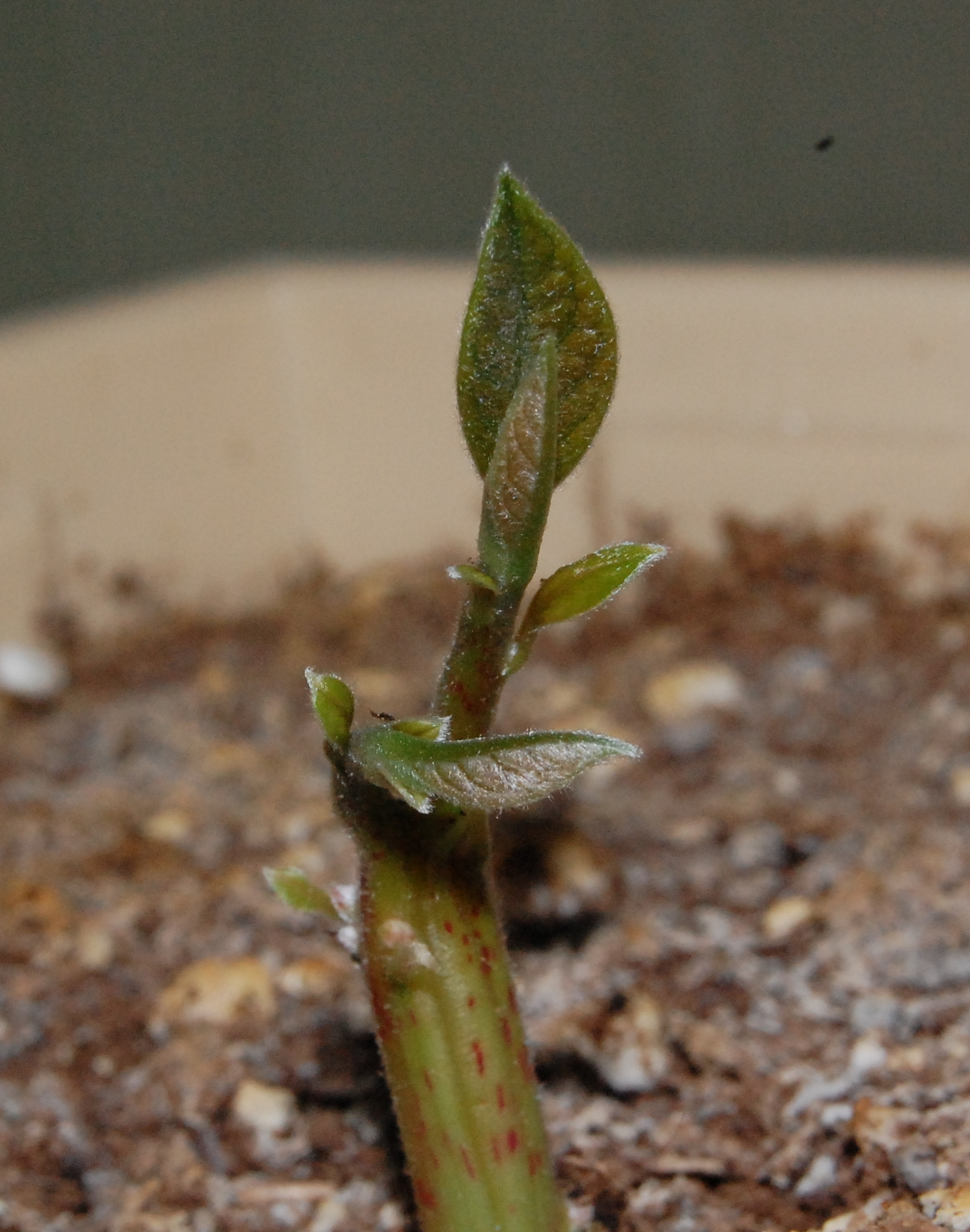
Một chồi bơ Hass non

## Phân loại hệ chồi của cây thân gỗ

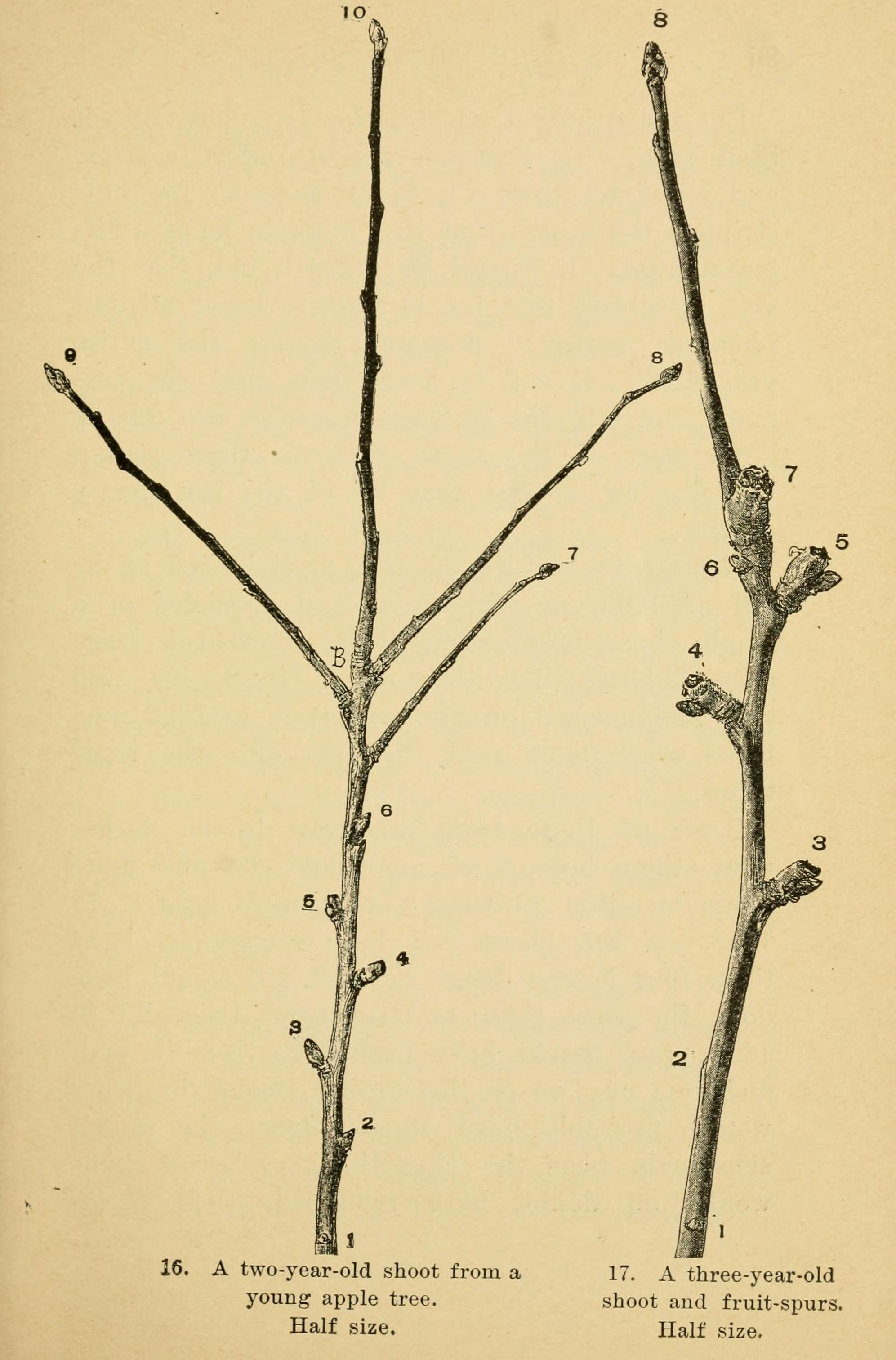
Sự phát triển của chồi quả trên cây táo. Bên trái: Một chồi hai tuổi; Bên phải: Một chồi ba tuổi với các nhánh quả

Nhiều thực vật thân gỗ có chồi ngắn và chồi dài riêng biệt. Ở một số thực vật có hoa, các chồi ngắn, còn gọi là chồi cựa (spur shoot) hoặc chồi quả (fruit spurs), tạo ra phần lớn hoa và quả. Một mô hình tương tự xảy ra ở một số loài cây lá kim và chi Ginkgo mặc dù "chồi ngắn" của một số chi như Picea rất nhỏ đến mức chúng có thể bị nhầm là một phần của lá mà chúng đã tạo ra.
Một hiện tượng liên quan là dị hình lá theo mùa (seasonal heterophylly), bao gồm các lá khác biệt hình thái rõ rệt từ chồi mùa xuân và chồi mùa hè. Trong khi sự phát triển của cây vào mùa xuân chủ yếu đến từ các nụ hình thành từ mùa đông năm trước và thường bao gồm cả hoa (chồi ngắn), sự phát triển của chồi mùa hè thường bao gồm các chồi lá (chồi dài).

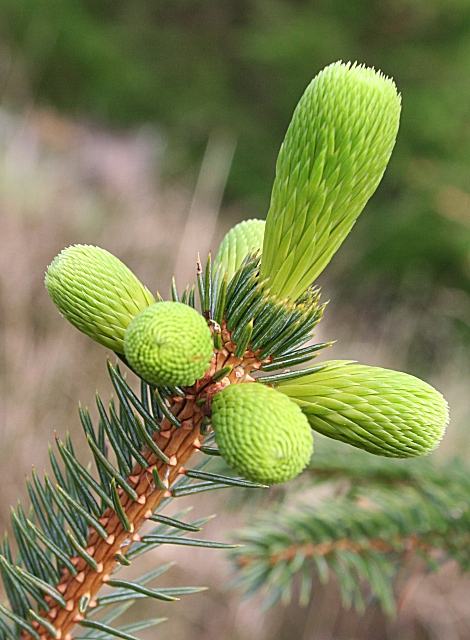
Chồi mùa xuân ở loài Picea sitchensis
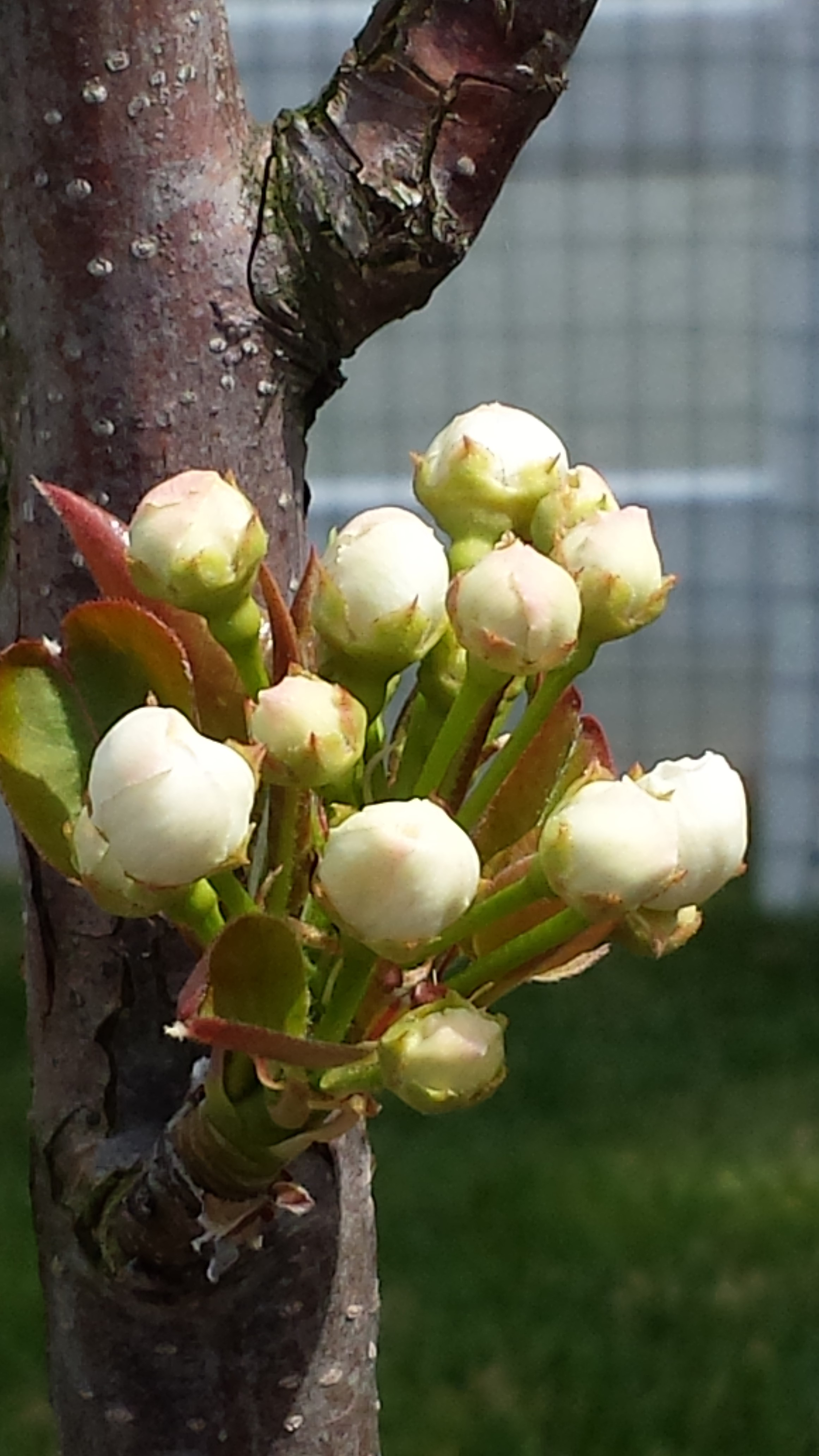
Cành quả trưởng thành trên cây lê châu Á Pyrus pyrifolia
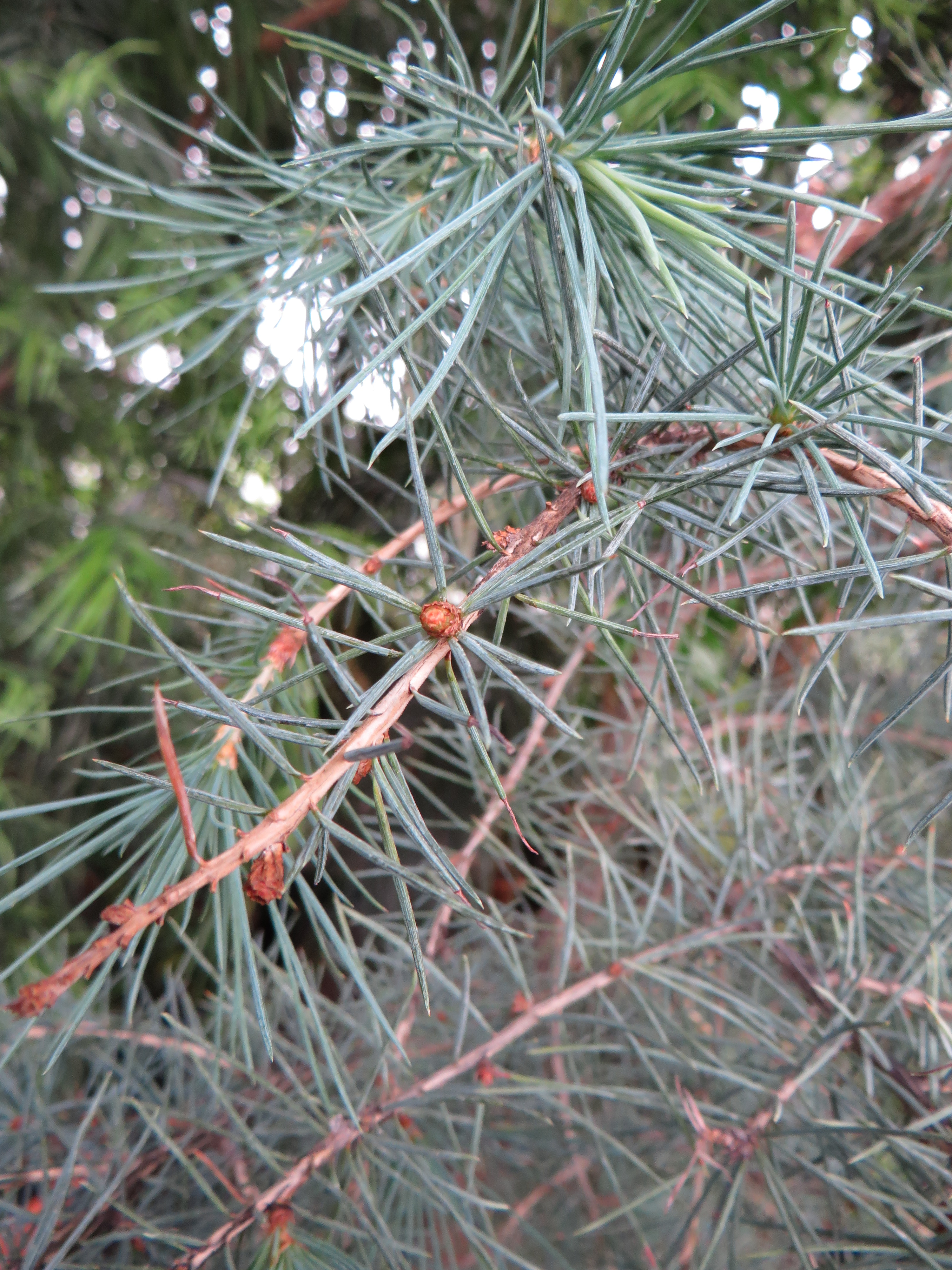
Trên các chồi dài của Tuyết tùng Himalaya Cedrus deodara, từng lá có thể có chồi nách
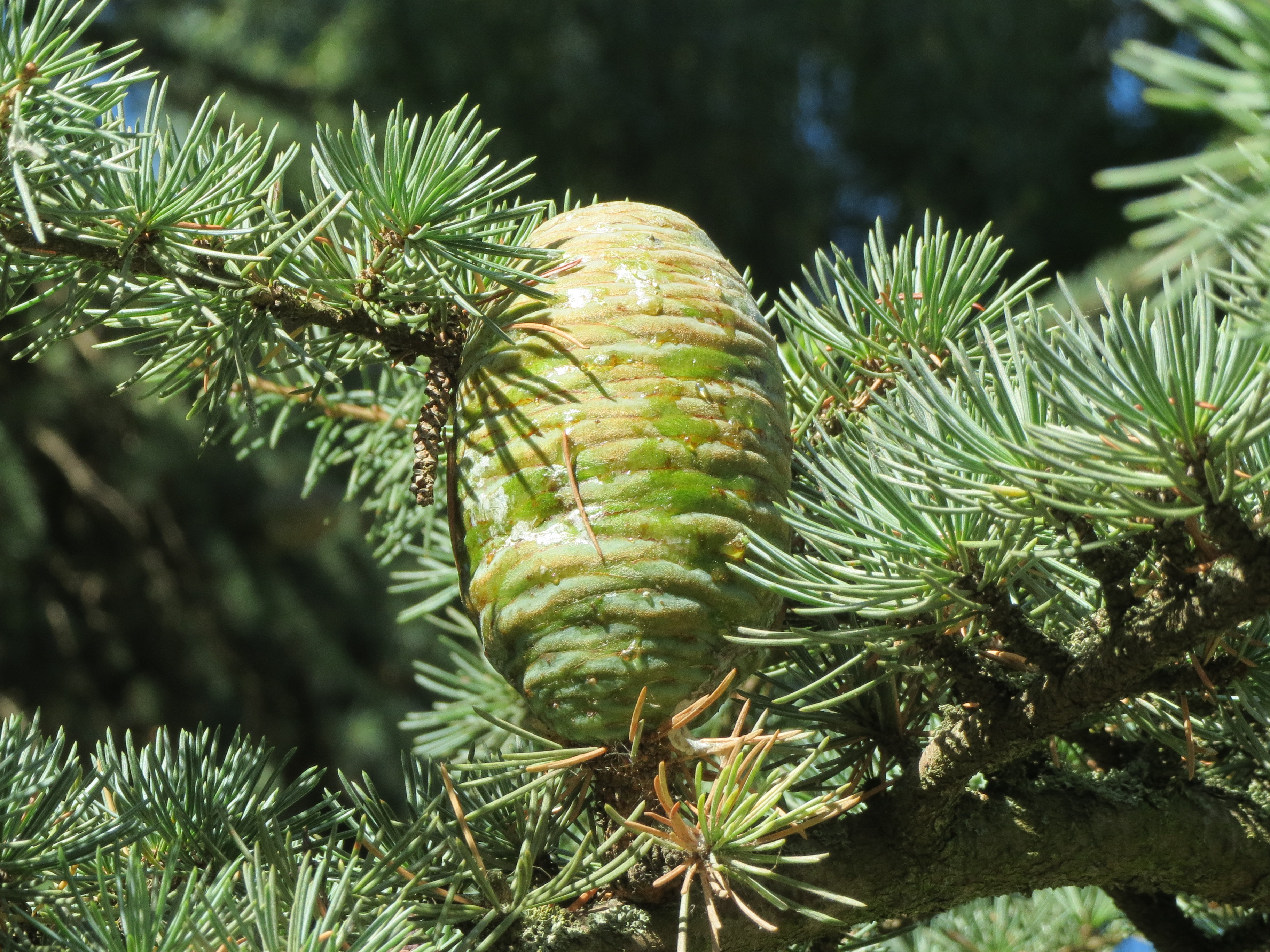
Tuyết tùng Himalaya Cedrus deodara hình thành các chồi ngắn (từ nụ) dọc theo các chồi dài